# Club Barcelona Atlético
Il Club Barcelona Atlético è una società calcistica dominicana, con sede a Santo Domingo. Milita nella Primera División de República Dominicana, la massima serie del calcio dominicano.

## Storia
Fondato nel 1989, ha vinto due titoli nazionali.

## Rosa attuale
| N. |                            | Ruolo | Calciatore              |
| -- | -------------------------- | ----- | ----------------------- |
|    | Rep. Dominicana (bandiera) | P     | Miguel Báez             |
|    | Rep. Dominicana (bandiera) | P     | Julio del Rosario Pérez |
|    | Rep. Dominicana (bandiera) | D     | Nelson Lucas            |
|    | Rep. Dominicana (bandiera) | D     | Roberto Rosario         |
|    | Rep. Dominicana (bandiera) | D     | Wilkis Tejada           |
|    | Rep. Dominicana (bandiera) | D     | Darling Mancebo         |
|    | Haiti (bandiera)           | D     | Antoine Pierre Michel   |
|    | Rep. Dominicana (bandiera) | D     | Carlos Jimenez          |
|    | Rep. Dominicana (bandiera) | D     | Gregory Fermín          |
|    | Haiti (bandiera)           | D     | Colin Ronel Son         |
|    | Rep. Dominicana (bandiera) | D     | Jonás Reynoso           |
|    | Haiti (bandiera)           | C     | Widmaes Aubourg         |
|    | Haiti (bandiera)           | C     | Jean Wildy Louis        |
|    | Rep. Dominicana (bandiera) | C     | Manuel Reynoso          |

| N. |                            | Ruolo | Calciatore         |
| -- | -------------------------- | ----- | ------------------ |
|    | Rep. Dominicana (bandiera) | C     | Dionisio Martínez  |
|    | Rep. Dominicana (bandiera) | C     | Pablo Morillo      |
|    | Haiti (bandiera)           | C     | Aristil Jeffson    |
|    | Rep. Dominicana (bandiera) | C     | Albert Minier      |
|    | Turchia (bandiera)         | C     | Kubilay Can Baykal |
|    | Rep. Dominicana (bandiera) | C     | Daniel Fernández   |
|    | Rep. Dominicana (bandiera) | C     | Erick Ozuna        |
|    | Rep. Dominicana (bandiera) | C     | Carlos Fernández   |
|    | Rep. Dominicana (bandiera) | A     | Ramón Mariano      |
|    | Rep. Dominicana (bandiera) | A     | Francisco Jiménez  |
|    | Rep. Dominicana (bandiera) | A     | Solangel Miliano   |
|    | Rep. Dominicana (bandiera) | A     | Jonathan Féliz     |
|    | Haiti (bandiera)           | A     | Philistin Vinsly   |

## Giocatori Celebri
- Edward Acevedo Cruz
- Kerbi Rodriguez

## Palmarès
- Primera División de Republica Dominicana: 2

2007, 2009